# جون درو باريمور
جون درو باريمور (بالإنجليزية: John Drew Barrymore)‏ (و. 1932 – 2004 م) هو ممثل أفلام، وممثل تلفزيوني أمريكي، ولد في لوس أنجلوس، بدأ مشواره المهني سنة 1949، توفي في لوس أنجلوس، عن عمر يناهز 72 عاماً ، بسبب سرطان.

## التعليم
تعلم في مدرسة هوليوود الاحترافية ‏.

## جوائز
حصل على جوائز منها:
نجمة على ممر الشهرة في هوليوود.

## وصلات خارجية
- جون درو باريمور في قاعدة بيانات الأفلام على الإنترنت
- جون درو باريمور  على موقع أول موفي